# Romain Latterrade
Romain Latterrade (Francia, 4 de abril de 1996) es un jugador profesional francés de rugby que se desempeña en la posición de hooker en Union Bordeaux Bègles, equipo perteneciente a la liga Top 14.

## Carrera
Latterrade es un jugador de formación francesa (JIFF). Comenzó su carrera deportiva con el equipo Stade Montois, en el cual jugó quince temporadas (2008-2023), después pasó a Union Bordeaux Bègles, donde lleva jugando una temporada.